# Ceraphron heterothysanus
Ceraphron heterothysanus är en stekelart som beskrevs av Paul Dessart 1979. Ceraphron heterothysanus ingår i släktet Ceraphron och familjen pysslingsteklar. Inga underarter finns listade i Catalogue of Life.